# Lissone
Lissone ist eine Gemeinde mit 46.699 Einwohnern (Stand 31. Dezember 2023) in der Provinz Monza und Brianza in der italienischen Region Lombardei.

## Töchter und Söhne der Gemeinde
- Gabriele Arosio (1892–1963), römisch-katholischer Ordensgeistlicher, Apostolischer Präfekt von Neghelli
- Isacco Mariani (1892–1925), Motorradrennfahrer
- Ugo Agostoni (1893–1941), Radrennfahrer. Zu seinen Ehren wird jährlich in Lissone das Radrennen Coppa Agostoni ausgetragen.
- Pierantonio Tremolada (* 1956), römisch-katholischer Geistlicher, Bischof von Brescia
- Federico Perego (* 1984), Basketballtrainer (u. a. bei Brose Bamberg)